# Francisco Bayeu
Francisco Bayeu y Subías (Zaragoza, 9 de marzo de 1734-Madrid, 4 de agosto de 1795) fue un pintor español, miembro de una notable familia de pintores entre los que se encontraban sus hermanos Ramón, con quien trabajó, y Manuel.

## Biografía
Nació en Zaragoza en 1734. Fueron sus maestros Juan Andrés Merklein, José Luzán y Antonio González Velázquez. Laureado por la Real Academia de Bellas Artes de San Fernando en 1758, pintó para iglesias y conventos de Zaragoza, como la cartuja de Aula Dei.
En 1763, Anton Raphael Mengs lo llamó a Madrid para colaborar en la decoración del Palacio Real. Bajo la protección de Mengs, consiguió ser el artista más influyente de Madrid. En 1767 es nombrado pintor de la corte de Carlos III.
Junto con su hermano Ramón y bajo la dirección de Mengs, realizó cartones para la Real Fábrica de Tapices (o Real Fábrica de Tapices de Santa Bárbara). Muchos tapices estaban destinados a los palacios reales, pudiendo encontrarse algunos elaborados sobre dibujos de Bayeu en el Salón de Consejos del Palacio de El Pardo, entre otros.
Protegió a Goya, introduciéndolo en la corte. Goya se casó con la hermana de Francisco, Josefa Bayeu, en 1773.
Pintó decoraciones para distintos palacios reales, especialmente con alegorías: Palacio Real de Madrid, Palacio de Aranjuez, Palacio de El Pardo, Palacio de La Granja de Real Sitio de San Ildefonso. Igualmente, pintó para diversas iglesias: Colegiata de la Granja de San Ildefonso, Convento de la Encarnación (Madrid), Basílica del Pilar (Zaragoza), claustro de la Catedral de Toledo.
En 1783 fue nombrado director de pinturas para la Real Fábrica de Tapices y, en 1788, director de la Academia de Bellas Artes. Dedicó sus últimos años al retrato y falleció en Madrid en 1795.

## Obra
Sus principales obras fueron de carácter religioso e histórico. Pintor que sigue inicialmente cierta tendencia barroca italiana, posteriormente, influido por Mengs, se orienta hacia el neoclasicismo.
- Pintura religiosa:
  - La Crucifixión para el convento de dominicos de San Ildefonso (Zaragoza), 1758.
  - Santa Bárbara para la iglesia parroquial de Nuestra Señora de la Asunción en Aldehuela de Liestos (Zaragoza), en 1767.
  - Lienzos para el Convento de San Pascual (Aranjuez), 1769.
  - La Asunción, para la iglesia de Nuestra Señora de los Ángeles de Pedrola (Zaragoza), 1788.
  - La Asunción, para la iglesia de Nuestra Señora de la Asunción de Valdemoro (Madrid), 1790.
  - Sagrada Familia, Museo del Prado
  - Apoteosis de Santo Tomás de Aquino, Real Academia de Bellas Artes de San Fernando (Madrid), 1760-1770[1]

- Frescos murales:

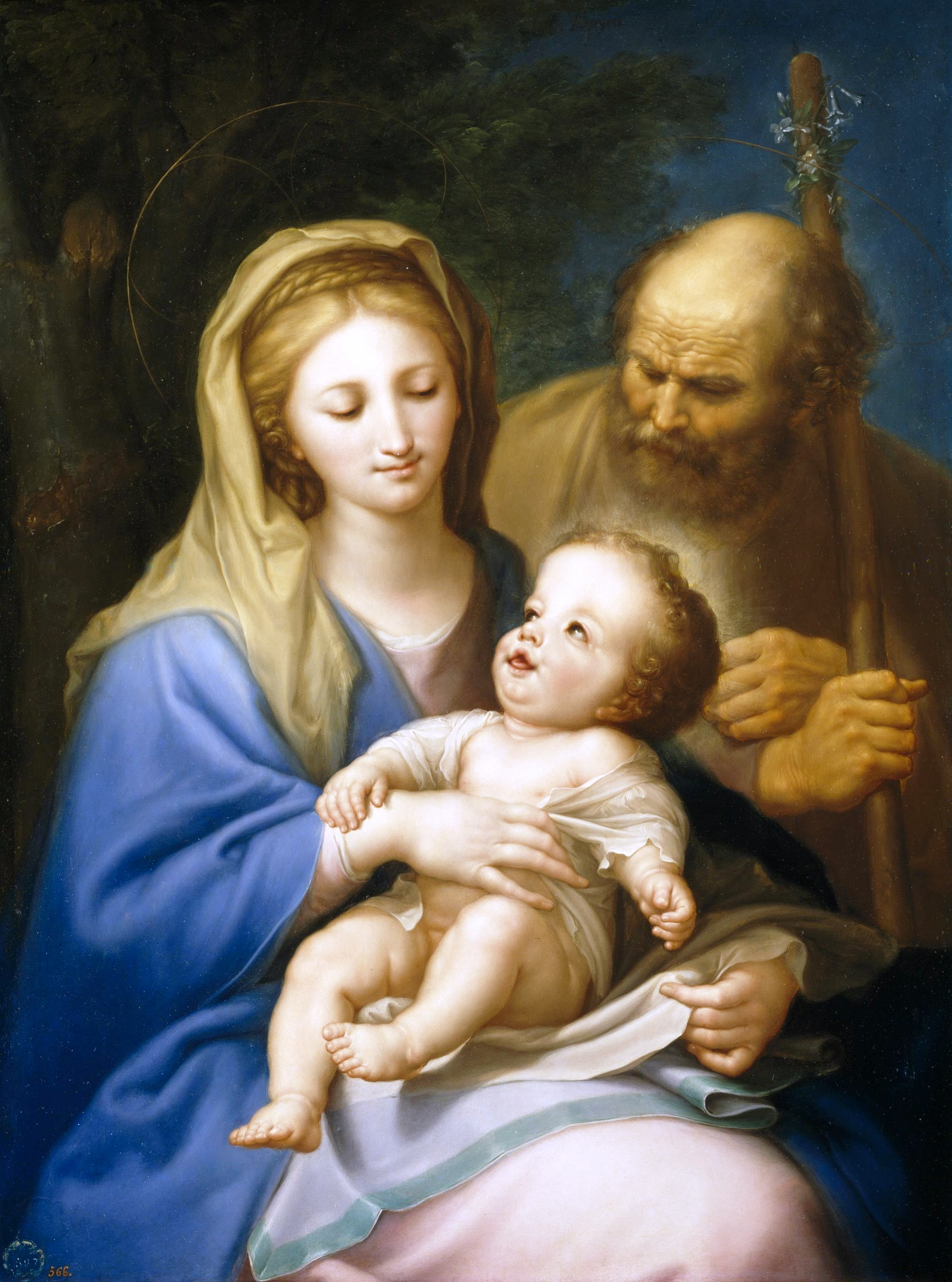
Sagrada Familia, h. 1776. Museo del Prado.

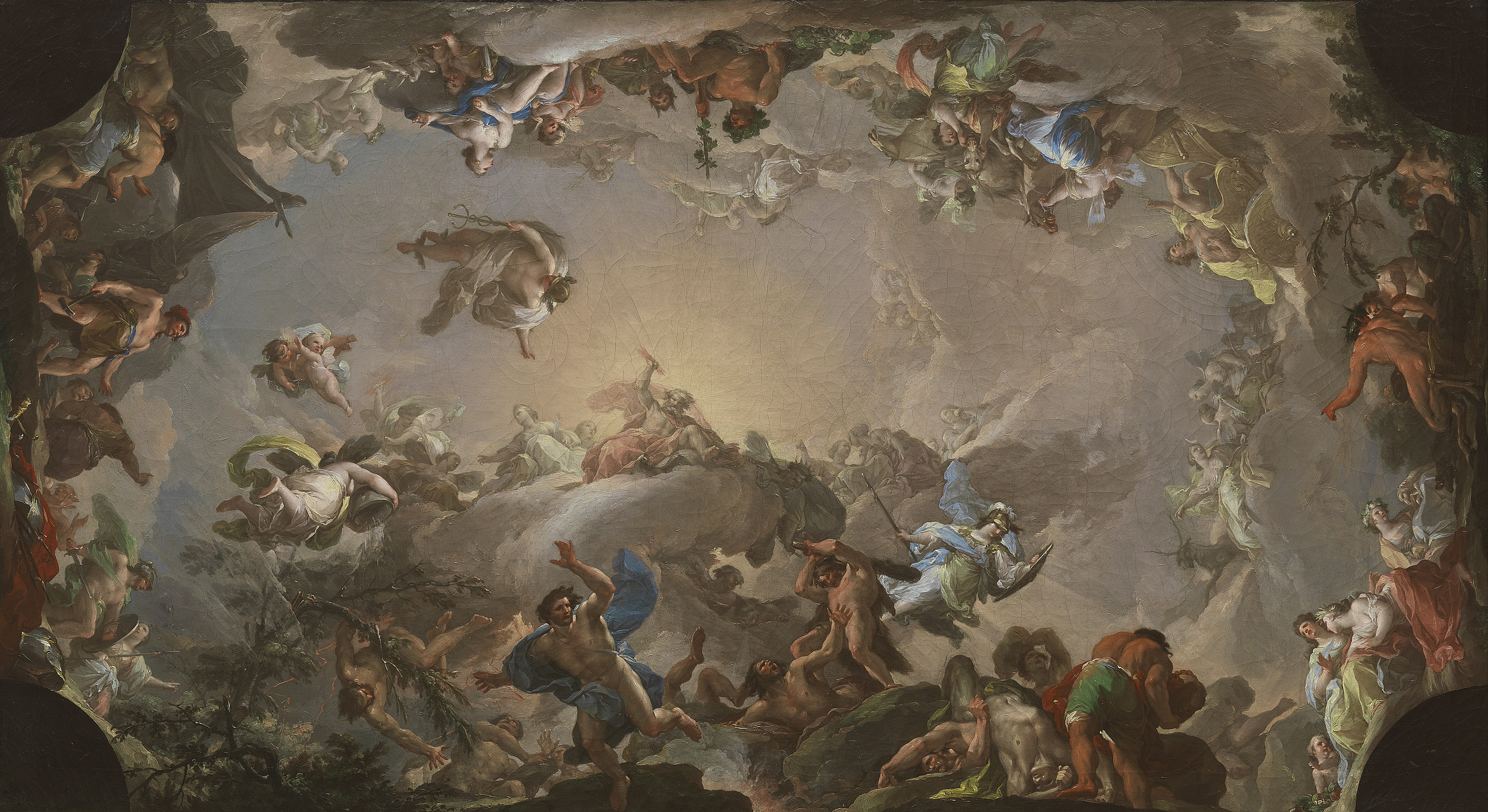
El Olimpo: batalla con los gigantes (boceto), 1764. Museo del Prado.

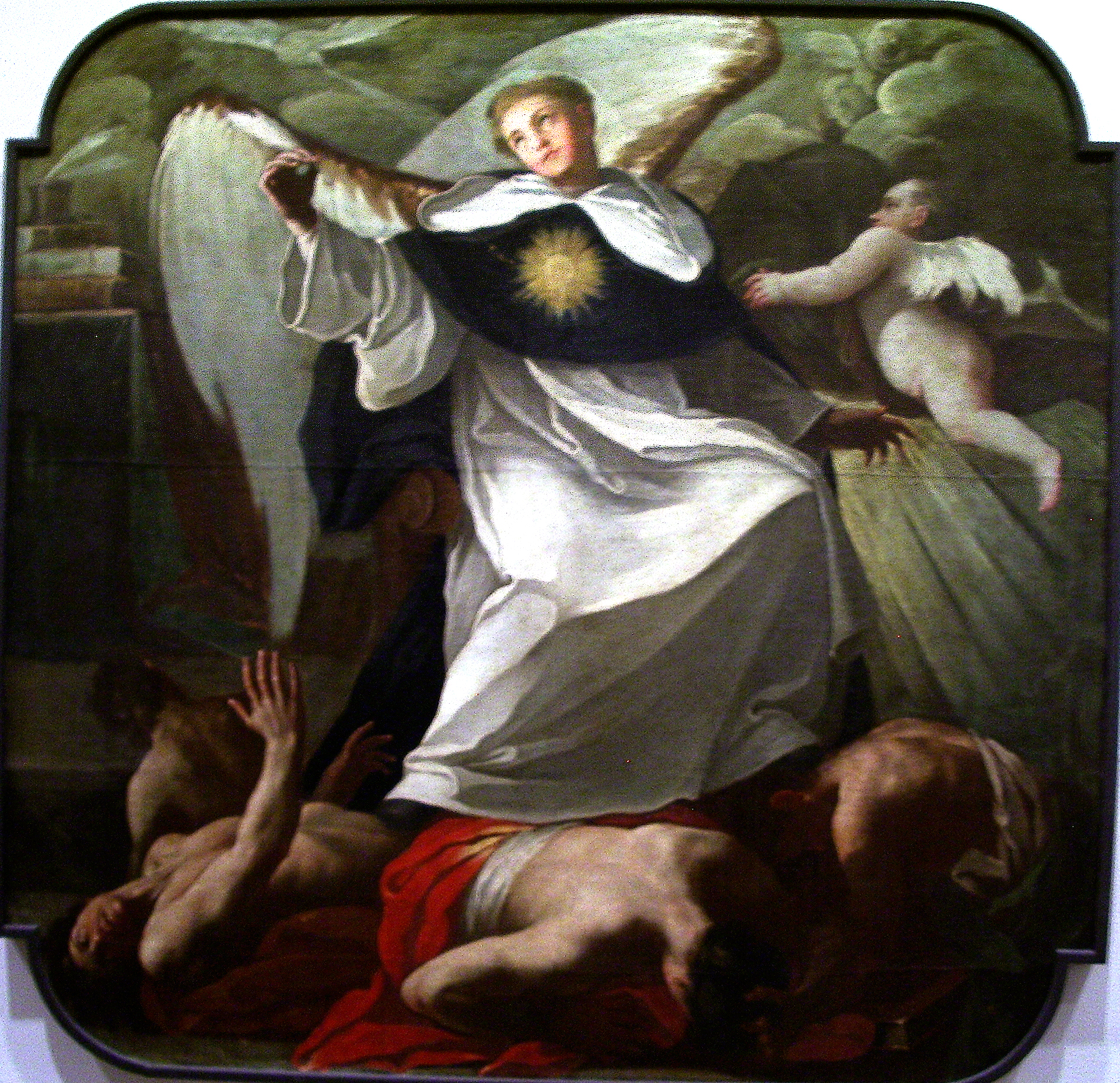
Santo Tomás de Aquino venciendo a los herejes, h. 1760, Museo de Zaragoza.

  - Frescos del Palacio Real de Madrid: la Rendición de Granada, La caída de los gigantes (1764); Hércules en el Olimpo o Apoteosis de Hércules (1768-1769), La Providencia presidiendo las virtudes y facultades del hombre (1771); La Ciencia hermana de la Prudencia, Apolo protegiendo las ciencias y las artes (Biblioteca Real, 1786), Las órdenes de la monarquía española (cabinet de toilette, 1786).
  - Bóveda del Convento de La Encarnación: La Virgen y Cristo apareciéndose a San Agustín (1765-1766).
  - Cúpula de la Colegiata de la Granja de San Ildefonso (1772)
  - Bóvedas en la Basílica del Pilar (1772-1780).
  - Palacio del Pardo: Apolo remunerando a las artes (1769), Alegoría de la Monarquía Española en el techo del salón de embajadores (1774); La feliz unión de España y Parma impulsa las ciencias y las artes, bóveda del comedor en la Casita del Príncipe (1788).
  - Frescos de la iglesia del Palacio de La Granja, comenzados en 1770.
  - Frescos del claustro de la Catedral (Toledo), 1776.
  - Palacio de Aranjuez: Capilla (1778), Oratorio del rey (1791)
- Retratos:
  - Retrato de Feliciana Bayeu (Museo del Prado).
  - Retrato de doña Paula Melzi (Museo de Huesca).
  - Dos autorretratos, uno de ellos aproximadamente 1792.
  - Retrato de Sebastiana, esposa del artista (Museo de Zaragoza).
  - Retrato del Rey Carlos IV, Real Academia de Bellas Artes de San Fernando, 1790.[2]
  - Retrato del platero Antonio Martínez Barrio, Real Academia de Bellas Artes de San Fernando, 1778-1780.[3]
  - Retrato de Manuel Godoy, Real Academia de Bellas Artes de San Fernando, 1792.[4]
  - Autorretrato, Real Academia de Bellas Artes de San Fernando, 1792-1793.[4]
- Pintura de historia:
  - La tiranía de Gerión, Real Academia de Bellas Artes de San Fernando, 1758.[5]